# NGC 6461
NGC 6461 ist eine 15,1 mag helle Spiralgalaxie vom Hubble-Typ Sab im Sternbild Drache.
Sie wurde am 18. September 1884 von Lewis A. Swift entdeckt.
Auf Grund eines Fehlers in der Positionsangabe ist die Galaxie PGC 60651 anhand von Swifts Beschreibung „eF, pS, R; nr terminal * of 5 forming semi-circle“ das wahrscheinlichste Objekt. Zu Swifts originaler Position würde PGC 60659 jedoch besser passen.